# Сампітський конфлікт
Сампітський конфлікт, Сампітська війна або Сампітські заворушення — міжетнічне насильство в Індонезії, що спалахнуло в лютому 2001 року і тривало рік. Конфлікт почався в місті Сампіт у Центральному Калімантані, і поширився по всій провінції, включаючи столицю Палангкарая. Конфлікт стався між корінними даяками і мігрантами-мадурцями з острова Мадура біля Яви.
Конфлікт спалахнув агресивними актами насильства з боку мадурців, які вбили кількох даяків і взяли під контроль Сампіт, заявивши, що це «другий Сампанґ», який є великим містом Мадури. Протягом кількох днів натовп мадурців нападав на даяків і вбивав їх. У відповідь даяки зрештою обезголовили сотні мадурців.

## Фон
Сампітський конфлікт 2001 року не був поодиноким інцидентом, оскільки раніше були випадки насильства між даяками та мадурцями. Останній великий конфлікт стався між груднем 1996 і січнем 1997 року, в результаті якого загинуло понад 600 осіб. Мадурці вперше прибули на Борнео в 1930 році в рамках програми переселення, ініційованої нідерландською колоніальною адміністрацією та продовженої урядом Індонезії. У 1999 році під час Самбаського конфлікту малайці та даяки на Калімантані об'єдналися, щоб переслідувати й убивати мадурців. Під час різанини було вбито 3000 осіб, а уряд Індонезії майже не зробив, щоб зупинити насильство.
У 2000 році трансмігранти становили 21 % населення Центрального Калімантану. Даяки змагалися з помітними та працьовитими мадурцями, і в таких місцях, як Сампіт, мадурці швидко стали домінувати в низькорівневих секторах економіки, що негативно вплинуло на перспективи працевлаштування даяків. Крім того, нові закони дозволили мадурцям отримати контроль над багатьма комерційними галузями провінції, такими як лісозаготівля, видобуток корисних копалин і плантації.
Існує кілька історій, які нібито описують інцидент, який спровокував насильство 2001 року. За однією з версій, причиною стало підпалення будинку даяків. Поширилися чутки, що пожежу спричинили мадурці, а пізніше група даяків почала підпалювати будинки в районі мадурців.
Професор Усоп з Народної асоціації даяків стверджує, що різанина, вчинена даяками, була метою самооборони після нападу на даяків. Стверджувалося, що один даяк зазнав катувань та був убитий бандою мадурців після грального конфлікту в сусідньому селі Керенгпангі 17 грудня 2000 року.
Інша версія стверджує, що конфлікт почався з бійки між учнями різних спільнот в одній школі.

## Обезголовлення та канібалізм
Під час конфлікту даяки обезголовиди щонайменше 300 мадурців. Даяки мають довгу історію ритуальної практики полювання за головами, хоча вважалося, що ця практика поступово вимерла на початку ХХ століття, оскільки нідерландські колоніальні правителі її не заохочували.
Також є повідомлення, що в багатьох випадках вбивці пили кров своїх жертв, вирізали їхні серця та їли їх. Представник племені даяків сказав, що через їхній гнів і обурення проти поселенців мадурців, «вони не розрізняють, чи це жінки, чи діти. Вони просто бачать в них тварин, яких треба знищити». Чоловік, який вижив, оплакував своїх вбитих дітей та онуків: «Вони відрізали їм голови, а потім розрізали їх на шматки і забрали, щоб з'їсти». Попри виклик на місце події, поліція й армія, схоже, мало що зробили для зупинення насильства, поки не загинуло щонайменше 500 осіб.

## Реакція влади
Масштаби різанини та інтенсивність насильства ускладнили контроль над ситуацією в Центральному Калімантані для військових і поліції. На допомогу військовослужбовцям, які перебували в провінції, було надіслано підкріплення. До 18 лютого даяки взяли під свій контроль Сампіт.
Поліція заарештувала місцевого управлінця, якого вважають одним з організаторів нападів. Організаторів підозрюють у тому, що вони заплатили шістьом чоловікам, щоб ті спровокували заворушення в Сампіті. Поліція також заарештувала кількох учасників заворушень у Даяку після першої серії вбивств.
Через кілька днів, 21 лютого, тисячі даяків оточили поліцейську дільницю в Палангкарая з вимогою звільнити затриманих даяків. Індонезійська поліція піддалася цій вимозі, враховуючи, що її значно переважали агресивно налаштовані даяки. До 28 лютого індонезійським військовим вдалося очистити вулиці від даяків і відновити порядок, але спорадичне насильство тривало протягом року.